# Cheiracanthium madagascarense
Cheiracanthium madagascarense es una especie de arañas araneomorfas de la familia Eutichuridae.

## Distribución geográfica
Es endémica de Madagascar y las Comoras.